# Шиштевец (община)
Ши́штевец (также Шиштавеци, Шиштавец, Шиштевац; алб. Shishtavec; горан. Шиштевец; серб. Шиштевац / Šištevac) — община в северо-восточной Албании. Входит в состав округа Кукес. Является частью исторической области Гора. Шиштевец — одна из двух общин в Албании (наряду с общиной Запод), коренным населением которой являются представители исламизированной южнославянской этнической группы горанцев.
Население общины составляет 3 835 человек (по данным на 2011 год). Согласно переписи 2001 года в общине Шиштевец жили 5 958 человек.
В состав общины входят 7 населённых пунктов:
- Борье
- Колловоз
- Орешек
- Ново-Село
- Шиштевец
- Штрезе
- Цернолево

Из них Борье, Орешек, Шиштевец и Цернолево являются горанскими сёлами; Колловоз, Ново Село и Штрезе — албанскими. По данным болгарского языковеда Стефана Младенова, посетившего регион Гора в 1916 году во время экспедиции в Македонию и Поморавье, в селе Колловоз доминировал албанский язык, но горанские говоры ещё сохранялись у старшего поколения, изначально горанское село находилось уже в завершающей стадии албанизации.